# Los cálices vacíos
Los cálices vacíos (Montevideo, 1913) es el tercer libro de poemas de Delmira Agustini (1886-1914), poeta uruguaya perteneciente a la Generación del 900. Fue el último volumen publicado en vida de la autora y constituye una de las obras centrales de la poética modernista; asimismo, se considera parte de la bibliografía inaugural de la lírica femenina de principios del siglo XX, junto con la de María Eugenia Vaz Ferreira.

## Historia editorial
En 2014 Carina Bixten llevó a cabo una minuciosa revisión del Archivo de Delmira Agustini, con la finalidad de rastrear en los siete cuadernos manuscritos el proceso creador de la poeta uruguaya. Según Bixten, el “cuaderno 5” corresponde a las primeras versiones que más tarde formarían parte del volumen, mientras que en el “cuaderno 6”, transcrito por Santiago Agustini (padre de Delmira) se encuentra ya ordenada y con títulos la selección que integraría el libro. Finalmente, la “Copia definitiva para la publicación de «Los cálices vacíos»”, con letra de Santiago y correcciones de Delmira, fue entregada a Orsini M. Bertani, editor que, con anterioridad, estuvo a cargo sus dos primeros poemarios, El libro blanco (1907) y Cantos de la mañana (1910). Ambos fueron corregidos y aumentados para publicarse al interior de Los cálices vacíos.
Luego de la editio princeps, la historia editorial y la transmisión textual de Los cálices vacíos se vio afectada debido a los diversos criterios de impresión de las subsecuentes reediciones. En un detallado estudio de Rosa María Gutiérrez, la autora señala que a partir de la compilación en dos volúmenes de los tres poemarios reunidos bajo el título de Poesías completas (1924) y publicados por Vicente A. Salaverry, la obra de Agustini, en particular Los cálices vacíos, dejó de difundirse tal y como la poeta la habría concebido. Entre los cambios y enmiendas que los editores realizaron, Gutiérrez destaca la inclusión de una selección de poemas de la edición de 1913, agrupados bajo el título El rosario de Eros.
En 1940, apareció Obra poética, prologada por Raúl Montero Bustamante. Esta edición, dirigida por el Ministerio de Instrucción Pública fue, no obstante, retirada debido a las incontables erratas, por lo que su transmisión no tuvo un gran alcance. 
Quizás la versión más popular de las Poesías completas fue la de 1944, publicada en la editorial Losada (Buenos Aires), cuya edición y prólogo corrieron a cargo de Zum Felde. Para este volumen, el académico dividió la obra en cuatro apartados que corresponden a los libros: “El libro blanco”, “Cantos de la mañana”, “Los cálices vacíos” y “El Rosario de Eros”, para las que realizó una selección de composiciones aparecidas en las publicaciones homónimas. Además, incluyó una “Antología”, integrada por la recopilación de los que consideró sus mejores poemas. Sin embargo, Gutiérrez advierte la falta tanto de una justificación en la organización de los textos, como de la procedencia de las piezas. 
Hacia 1971, Manuel Alvar publicó una nueva edición de las Poesías completas de Agustini en la editorial Labor (Barcelona). Para ésta, el filólogo excluyó la obra póstuma y la inédita, y fijó las editio princeps de Los cálices vacíos, con la intención de respetar la voluntad de la autora. Sin embargo, de El libro blanco (1907) y Cantos de la mañana (1910) reprodujo sólo las versiones  corregidas por Agustini para la edición de 1913 de Los cálices vacíos, lo cual imposibilita la lectura de los poemarios tal y como fueron compuestos. 
Por su parte, Magdalena García Pinto realizó la versión de las Poesías completas de Cátedra (Madrid), en 1993. En este volumen se recuperó una importante cantidad de material inédito localizado en la prensa; sin embargo, la editora no resolvió el problema de Los cálices vacíos debido a que su edición reproduce la de Alvar. 
En 1999, Ediciones Plaza (Montevideo) publicó una edición crítica preparada por Alejandro Cáceres. En este volumen, Cáceres restituyó la voluntad de la autora sobre sus dos primeros poemarios e incluyó la poesía póstuma en la sección “Los astros del abismo”. Para Los cálices vacíos tomó en cuenta sólo los poemas nuevos.
Con prólogo de Martha Canfield, Sibila (Sevilla) ofreció en 2009 otra edición de las Poesías completas de Agustini. En este testimonio, el problema de Los cálices vacíos permanece.
Finalmente, en 2013, cien años después de la primera publicación, Rosa García Gutiérrez reeditó Los cálices vacíos en Point de Lunettes (Sevilla). Esta edición restablece la transmisión textual tal como habría sido diseñada por la voluntad autoral, extraviada a partir de las primeras Obras completas de 1924.

## Estructura del libro
El libro es precedido por una breve nota de Rubén Darío titulada “Pórtico”. En estas líneas, el poeta nicaragüense celebra la lírica de Agustini de la siguiente manera:

De todas cuantas mujeres hoy escriben en verso ninguna ha impresionado mi ánimo como Delmira Agustini, por su alma sin velos y su corazón de flor. A veces rosa por lo sonrosado, a veces lirio por lo blanco. Y es la primera vez en que en la lengua castellana aparece un alma femenina en el orgullo de la verdad de su inocencia y de su amor, a no ser Santa Teresa en su exaltación divina..
Rubén Darío, Pórtico 

 En seguida, se presentan dos cuartetas de rima consonante escritas en francés y sin título. Según Alejandro Cáceres, esta composición podría filiarse a “Mis amores”, poema póstumo incluido en la edición de 1924.
El libro de Agustini está integrado por setenta y un poemas de los cuales veintiún composiciones líricas son nuevas y pertenecen a la sección homónima del libro. Las composiciones de Los cálices vacíos están distribuidas en tres secciones: la primera, enmarcada por el título general del libro, contiene nueve poemas (tres endecasílabos, tres alejandrinos, un octosílabo y dos de verso irregular); esta sección abre con el endecasílabo “A Eros”, encabezado por la leyenda “Ofrendando el libro”. La siguiente división, “Lis púrpura”, está formada por tres poemas (dos endecasílabos y un octosílabo) y, finalmente, “De fuego, de sangre y de sombra” incluye nueve poemas más (dos endecasílabos, cuatro alejandrinos, dos octosílabos y uno de verso irregular).
Esta primera parte del libro se clausura con una apostilla titulada “Al lector”, por medio de la cual, Agustini anuncia que se encuentra preparando una próxima impresión de sus textos: 

Actualmente preparo Los astros del abismo.

Al incluir en el presente volumen –segunda edición de Cantos de la mañana y de parte de El libro blanco– estas poesías nuevas, no he perjudicado en nada la integridad de mi libro futuro. Él deberá ser la cúpula de mi obra.

Y me seduce el declarar que si mis anteriores libros han sido sinceros y poco meditados, estos Cálices Vacíos, surgidos en un bello momento hiperestésico, constituyen el más sincero, el menos meditado… Y el más querido. Delmira Agustini 

En este ejemplar se incluyeron, además, una reedición de Cantos de la mañana (1910) y una selección de poemas corregidos de El libro blanco (1907).  
Cáceres, en su edición crítica de las Obras completas, propone que la suma de los dos primeros poemarios fue, en realidad, una petición del mismo Orsini M. Bertani, quien, hipotéticamente, le habría recomendado a la poeta ampliar su volumen. Sin embargo, la nota dirigida al lector sugiere que la voluntad de Agustini apuntaba hacia la reescritura de sus versos. Sobre este aspecto, Rosa García Gutiérrez advirtió: 
Todo apunta a que fue voluntad de Agustini, no sólo la autoselección y la reescritura de algunos de los poemas, sino también el orden que aplicó a los libros, terminándose por el más antiguo en una especie de cronología inversa [...]. Todo eso fue Los cálices vacíos, tal y como lo diseñó la autora: toda Delmira –en su verdad, en su expurgo, en su autocrítica y en la compañía crítica de lectores a la altura que siempre anheló– se ofreció así condensada en un libro que, inesperadamente, se convirtió en balance y despedida.
La hipótesis de García Gutiérrez sobre la reestructuración de la obra previa de Agustini se cumple si se toma en cuenta, que antes de la publicación de Los cálices vacíos, la uruguaya mantuvo una importante correspondencia con Rubén Darío, a propósito de Cantos de la mañana, cuyos versos le parecieron “muy bellos”. En sus cartas, el poeta nicaragüense le aconsejaba a Agustini “«Ante todo, ninguna perturbación en ti». [...] Vivir, vivir sobre todo. Y tener la obligación de la alegría, del gozo bueno […] más sinceridad, más malgré tout”.
El último apartado del libro corresponde a los “Juicios críticos (Algunos párrafos)”, conjunto de recortes de espístolas y fragmentos de la crítica aparecida en las páginas de la prensa uruguaya. Entre los nombres que destacan se encuentran Carlos Reyles, Francisco Villaespesa, Julio Herrera y Reissig, Manuel Ugarte, María Eugenia Vaz Ferreira, Miguel de Unamuno, Samuel Blixen, entre otros. Por medio de la inclusión de esta especie de aparato paratextual, Agustini acondicionó la recepción letrada de su obra y preparó el terreno para integrarse como figura de la centralidad literaria de su tiempo.

## Recepción
A pesar de que los “Juicios críticos” que la poeta incluyó en Los cálices vacíos podrían dar la impresión de que la autora gozó de la inmediata aceptación de sus pares en los círculos modernistas, el tercer libro de poemas de Agustini no obtuvo una recepción positiva por parte de sus contemporáneos. Sobre esto, García Gutiérrez sostiene que la poeta:
Sufrió la desconfianza de la Academia modernista, que no la consideró miembro de pleno derecho pese a sus méritos y solicitudes; el displicente veto de la uruguaya Generación del 900, que la dejó hacer pero tras un muro de cristal que la excluyó higiénicamente y actuó de lupa deformante: no vieron al otro lado a la poeta-hermana embarcada en la misma causa, sino a la encarnación del arquetipo femenino finisecular; y la curiosidad malsana, demonizadora, de una sociedad pacata y morbosa que sólo vio sus versos eróticos y la literalidad que parecía derivarse de ellos.
De igual manera, un significativo número de los comentarios críticos que durante la época se hicieron sobre Los cálices vacíos se vio afectado por la insuperable presencia de la tragedia biográfica de la autora, lo que llevó a realizar lecturas e interpretaciones del poemario a la luz de su asesinato, tal como lo haría Enrique Díez Canedo en 1919:
Delmira Agustini […] dejó el recuerdo de una existencia cortada en flor por un trágico fin: muerta violentamente con su esposo, por mano de él. ¡Qué luz vierte la tragedia final sobre aquel vivir atormentado, todo deseo, que la perdió en el laberinto del error! Cada verso de ella cobra así un valor nuevo, deja de ser considerado por el lector ocioso como mera literatura y aparece como testigo de acusaciones o de defensa. No todos los poetas apasionados tienen, por fortuna, que dar testimonios con su sangre, de su pasión.
La primera crítica destacó, como señala María Elena Barreiro de Amstrong, sobre todo el erotismo como una de las preocupaciones centrales de la poética de Agustini, lo cual minó la recepción temprana debido a la dificultad que representó para la tradición literaria de principios del siglo XX, que una poeta asumiera su lírica desde la perspectiva erótica. Tal es el caso de Federico de Onís, quien afirmó lo siguiente:
No hay duda de que Delmira Agustini ha expresado con extraña intensidad y exaltación su sentimiento del amor y que ha mostrado las profundidades de su alma apasionada y anormal con la sinceridad del delirio o trance inconsciente en que, según parece, estaba mientras escribía…Esta mujer ha convertido en arte verdadero las oscuridades de su profunda vida instintiva y subconsciente.
No fue sino hasta entrada la segunda mitad del siglo XX, que la poética de Delmira Agustini comenzó a ser revalorada a partir de perspectivas diferentes. En particular, fueron otras poetas quienes abrieron nuevas vetas críticas. Así, en 1965, Esther de Cáceres advirtió la originalidad en su poesía: 
La soledad, característica de Delmira Agustini, es la soledad de su trance poético; la de la criatura original, nacida en una isla que no se puebla. A pesar del aire de época, que se acerca a su biografía y que algunas veces irrumpe en las crónicas y en la documentación, y hasta -—como se ha señalado por la critica— en muchos poemas de menor valor. Pero su gran poesía no entra en diálogo con su tiempo. Se han señalado concomitancias, influencias, relaciones; con Herrera y Reissig, con Lugones, con Vasseur, con Darío ... Son relaciones aparentes, superficiales. Diríamos que tanto en lo formal como en lo profundo —que siempre sustenta a lo formal— esas relaciones no son fundamentales.
En 1986, Ida Vitale distinguió una fuerte corriente de novedad y versatilidad de Agustini, cualidades que posibilitaron que su poesía trascendiera más allá de los juicios de su época:
Delmira sigue siendo en su breve obra una de las grandes figuras del novecientos latinoamericano. En su poesía relucen iluminaciones asombrosas, felicidades expresivas que nacieron y murieron con ella, que poco tienen que ver con escuelas literarias y que tampoco admiten sucesiones. Poesía discontinua, en la que se nos abren ventanas hacia zonas muy luminosas o muy sombrías del sentimiento.